# Ханнанова, Зульфия Миндибаевна
Зульфия Миндибаевна Ханнанова (род. 1 января 1970, Старохалилово, Башкирская АССР) — башкирская поэтесса. Лауреат Республиканской молодёжной премии имени Ш. Бабича (2004). Заслуженный работник культуры РБ (2008). Член Союза писателей РФ и РБ (1995).

## Биография
Зульфия Миндибаевна Ханнанова родилась 1 января 1970 года в деревне Старохалилово Дуванского района БАССР.
Училась 8 классов в Старохалиловской НСШ, потом в школе-интернате № 1 г. Уфы.
Окончив филологический факультет Башкирского государственного университета (ныне Уфимский университет науки и технологий), работала педагогом в школах Белорецкого района РБ, заведующей отделом журнала «Шонкар». В настоящее время работает начальником отдела по языковой политике Управления образования Администрации ГО г. Уфа РБ.
Литературным творчеством начала заниматься во время учебы в университете. Пишет стихи для детей и для взрослых. Является автором 4-х поэтических сборников.

## Награды и звания
- Премия имени Р. Хисамутдиновой (1996)
- Республиканская молодёжная премия имени Ш. Бабича (2004)
- Заслуженный работник культуры РБ (2008).